# Moscow Chill
Moscow Chill é um filme de suspense produzido na Rússia, dirigido por Chris Solimine e lançado em 2007.